# Penetanguishene
Penetanguishene – miasto w Kanadzie, w prowincji Ontario, w hrabstwie Simcoe. Leży nad głęboko wciętą w ląd zatoką w południowej części wielkiej zatoki Georgian, będącej częścią jeziora Huron.
Miasto jest oficjalnie dwujęzyczne (z francuskim i angielskim jako językiem urzędowym).
Liczba mieszkańców Penetanguishene wynosi 9 354. Język angielski jest językiem ojczystym dla 81,8%, francuski dla 13,2% mieszkańców (2006).
Około 8 km na północ od miejscowości znajduje się Awenda Prowincial Park.